# Europaparlamentsvalet i Sverige 2004
Europaparlamentsvalet i Sverige 2004 ägde rum söndagen den 13 juni 2004. Drygt 6,8 miljoner personer var röstberättigade i valet om de 19 mandat som Sverige hade tilldelats innan valet. I valet tillämpade landet ett valsystem med partilistor och Sainte-Laguës metod (jämkade uddatalsmetoden), med en fyraprocentsspärr för småpartier. Sverige var inte uppdelat i några valkretsar, utan fungerade som en enda valkrets i valet.
Det EU-kritiska partiet Junilistan, som hade bildats samma år, stod för valets skräll. Trots att opinionsmätningar innan valet pekade på att partiet skulle hamna runt fyraprocentsspärren, lyckades partiet erhålla över 14 procent av rösterna och därmed tre mandat. Junilistans framgång innebar att alla de stora etablerade partierna backade i röstandelar. Både Socialdemokraterna och Moderaterna tappade varsitt mandat. Socialdemokraterna gjorde sitt sämsta nationella val sedan den allmänna rösträttens införande i Sverige. Även Vänsterpartiet och Folkpartiet, som båda hade lyckats väl i valet 1999, tappade varsitt mandat och tre respektive fyra procentenheter av väljarstödet. Likaså förlorade Miljöpartiet och Kristdemokraterna ett mandat var, medan Centerpartiet var det enda riksdagspartiet som kunde behålla samtliga av sina mandat från valet 1999.
Valdeltagandet minskade med en procentenhet till 37,85 procent. Det var därmed det lägsta valdeltagandet i ett svenskt Europaparlamentsval. Det var också det lägsta valdeltagandet i valet 2004 bland alla de medlemsstater som blivit medlemmar i unionen före 2004. Valdeltagandet kan jämföras med deltagandet i riksdagsvalet 2002 och 2006, då det uppgick till över 80 procent.

## Valresultat
| |          |  |           |        |
| | Andel    |  | Antal     | Mandat |
| Socialdemokraterna                                                                                   | 24,56 %  |  | 616 963   | 5      |
| Socialdemokraterna                                                                                   | –1,43 %  |  | –40 534   | –1     |
| Moderaterna                                                                                          | 18,25 %  |  | 458 398   | 4      |
| Moderaterna                                                                                          | –2,50 %  |  | –66 357   | –1     |
| Junilistan                                                                                           | 14,47 %  |  | 363 472   | 3      |
| Junilistan                                                                                           | +14,47 % |  | +363 472  | +3     |
| Vänsterpartiet                                                                                       | 12,79 %  |  | 321 344   | 2      |
| Vänsterpartiet                                                                                       | –3,03 %  |  | –78 729   | –1     |
| Folkpartiet                                                                                          | 9,86 %   |  | 247 750   | 2      |
| Folkpartiet                                                                                          | –3,99 %  |  | –102 589  | –1     |
| Centerpartiet                                                                                        | 6,26 %   |  | 157 258   | 1      |
| Centerpartiet                                                                                        | +0,27 %  |  | +5 816    | ±0     |
| Miljöpartiet                                                                                         | 5,96 %   |  | 149 603   | 1      |
| Miljöpartiet                                                                                         | –3,53 %  |  | –90 343   | –1     |
| Kristdemokraterna                                                                                    | 5,68 %   |  | 142 704   | 1      |
| Kristdemokraterna                                                                                    | –1,96 %  |  | –50 650   | –1     |
| Övriga partier och kandidater                                                                        | 2,17 %   |  | 54 577    | 0      |
| Övriga partier och kandidater                                                                        | +1,69 %  |  | +42 546   | ±0     |
| Ogiltiga och blanka röster                                                                           | 2,80 %   |  | 72 395    | 0      |
| Ogiltiga och blanka röster                                                                           | +0,52 %  |  | +13 318   | ±0     |
| Valdeltagande                                                                                        | 37,85 %  |  | 2 584 464 | 19     |
| Valdeltagande                                                                                        | –0,99 %  |  | –4 050    | –3     |
| Antal röstberättigade 6 827 870 05 EPP-ED 05 PES 03 ALDE 01 G/EFA 02 GUE/NGL 03 IND/DEM 00 UEN 00 NI |          |  |           |        |

### Invalda ledamöter
Dessa personer blev valda till ledamöter. För att bli personvald behöver kandidaten få minst 5 % av partiets personkryss, och att partiet har fått mandat som kandidaten kan ta i anspråk.
Plac. = placering på partiets valsedel.
| Plac. | Kandidat              | %     | Övrigt                                  |
| ----- | --------------------- | ----- | --------------------------------------- |
| 1     | Inger Segelström      | 12,94 | personvald.                             |
| 2     | Jan Andersson         | 4,16% | invald.                                 |
| 3     | Ewa Hedkvist Petersen | 3,34% | invald. avgick februari 2007.           |
| 7     | Åsa Westlund          | 6,81% | personvald.                             |
| 31    | Anna Hedh             | 5,26% | personvald.                             |
| 4     | Göran Färm            | ?     | ersättare. ledamot sedan februari 2007. |

| Plac. | Kandidat               | %      | Övrigt      |
| ----- | ---------------------- | ------ | ----------- |
| 1     | Gunnar Hökmark         | 16,31% | personvald. |
| 2     | Charlotte Cederschiöld | 18,45% | personvald. |
| 3     | Anna Ibrisagic         | 6,15%  | personvald. |
| 4     | Christofer Fjellner    | 2,95%  | invald.     |

| Plac. | Kandidat      | %      | Övrigt      |
| ----- | ------------- | ------ | ----------- |
| 1     | Nils Lundgren | 36,39% | personvald. |
| 2     | Lars Wohlin   | 6,13%  | personvald. |
| 3     | Hélène Goudin | 2,91%  | invald.     |

| Plac. | Kandidat           | %      | Övrigt                                   |
| ----- | ------------------ | ------ | ---------------------------------------- |
| 1     | Jonas Sjöstedt     | 54,34% | personvald. avgick september 2006.       |
| 2     | Eva-Britt Svensson | 2,28%  | invald.                                  |
| ?     | Jens Holm          | ?      | ersättare. ledamot sedan september 2006. |

| Plac. | Kandidat          | %      | Övrigt                                 |
| ----- | ----------------- | ------ | -------------------------------------- |
| 1     | Cecilia Malmström | 33,43% | personvald. avgick oktober 2006.       |
| 2     | Maria Carlshamre  | 7,04%  | personinvald.                          |
| ?     | Olle Schmidt      | ?      | ersättare. ledamot sedan oktober 2006. |

| Plac. | Kandidat | %      | Övrigt      |
| ----- | -------- | ------ | ----------- |
| 1     | Lena Ek  | 36,05% | personvald. |

| Plac. | Kandidat      | %      | Övrigt      |
| ----- | ------------- | ------ | ----------- |
| 1     | Carl Schlyter | 17,19% | personvald. |

| Plac. | Kandidat       | %      | Övrigt      |
| ----- | -------------- | ------ | ----------- |
| 1     | Anders Wijkman | 37,29% | personvald. |